# Giornata mondiale degli animali
La Giornata mondiale degli animali (o World Animal Day in inglese) è una giornata internazionale volta all'azione per i diritti e il benessere degli animali.
Viene celebrata il 4 ottobre di ogni anno, nel giorno della festa di Francesco d'Assisi, il santo patrono degli animali. 

## Obiettivi
La missione della Giornata mondiale degli animali è "Aumentare lo status degli animali al fine di migliorare gli standard di benessere in tutto il mondo. La celebrazione della Giornata mondiale degli animali unisce il movimento animalista, mobilitandolo in una forza globale per rendere il mondo un mondo migliore, posto per tutti gli animali; viene celebrato in diversi modi, in ogni paese, indipendentemente dalla nazionalità, religione, fede o ideologia politica. 

## Storia
La Giornata mondiale degli animali è stata istituita da Heinrich Zimmermann. La prima Giornata mondiale degli animali venne celebrata il 24 marzo 1925 al Palazzo dello Sport di Berlino, in Germania.  Oltre 5.000 persone parteciparono a questo primo evento, originariamente previsto per il 4 ottobre, per allinearsi con la festa di San Francesco d'Assisi , patrono dell'ecologia, tuttavia il luogo non era disponibile in quel giorno.  L'evento fu spostato al 4 ottobre per la prima volta nel 1929. Inizialmente trovò un seguito solo in Germania, Austria, Svizzera e Cecoslovacchia.  Infine, nel maggio 1931, in un congresso del Congresso internazionale sulla protezione degli animali a Firenze, la proposta di rendere universale la Giornata mondiale degli animali il 4 ottobre fu accettata all'unanimità e adottata come risoluzione. 
A volte viene citato erroneamente che la Giornata mondiale degli animali è iniziata nel 1931 alla convention degli ecologisti di Firenze, che desiderava mettere in luce la situazione delle specie in via di estinzione.
Oggi, la Giornata mondiale degli animali è un evento globale che unisce il movimento per la protezione degli animali, guidato e sponsorizzato dall'associazione benefica per il benessere degli animali con sede nel Regno Unito, la Fondazione Naturewatch dal 2003.